# Partido Carlos Tejedor
Carlos Tejedor ist ein Partido im Norden in der Provinz Buenos Aires in Argentinien. Laut einer Schätzung von 2019 hat der Partido 11.671 Einwohner auf 3.933 km². Der Verwaltungssitz ist die Ortschaft Carlos Tejedor. Der Partido wurde 1877 von der Provinzregierung geschaffen.

## Orte
Carlos Tejedor ist in 5 Ortschaften und Städte, sogenannte Localidades, unterteilt.
- Carlos Tejedor (Verwaltungssitz)
- Tres Algarrobos
- Colonia Seré
- Timote
- Curarú